# Delfina del Belgio
Delfina del Belgio (nome completo in francese Delphine Michèle Anne Marie Ghislaine, in olandese Delphine Michelle Anna Maria Gisela, nata Boël; Uccle, 22 febbraio 1968) è una principessa belga.

## Biografia

### Gioventù
La principessa Delfina è nata nel 1968 a Uccle, dalla relazione extraconiugale tra Alberto II, allora principe di Liegi, e la baronessa Sybille de Selys Longchamps (1941), figlia del diplomatico François. Come padre venne registrato nel certificato di nascita l'industriale belga Jacques Boël (1929-2022), il primo marito di Sybille.
Nel 1976 si trasferì a Londra con sua madre, che divorziò nel 1978. Frequentò l'Istituto Le Rosey in Svizzera e il Chelsea College of Art and Design della capitale britannica, ottenendo un bachelor of Arts Honours in Belle Arti nel 1991. Nel 2003 sposò l'imprenditore texano di origini irlandesi James "Jim" O'Hare. Nello stesso anno presero residenza a Bruxelles, dove Delfina aprì un proprio atelier.
Le sue opere includono lavori pittorici e multimediali, di design e scultura al neon, e sono caratterizzate da un aspetto giocoso e vibrante e dai molteplici colori presenti. Le sue fonti di ispirazione includono la pop art e Niki de Saint Phalle.

### Causa giudiziaria
Nel 1999 una biografia non autorizzata della regina consorte Paola, scritta dallo studente fiammingo Mario Danneels (1981), menzionò per la prima volta la relazione tra i genitori di Delfina.  La corte reale definì la notizia come un pettegolezzo, ma durante il discorso di Natale dello stesso anno il re menzionò una crisi coniugale vissuta trent'anni prima. Delfina dichiarò di essere figlia di Alberto II in un'intervista nel maggio del 2005 e di averlo saputo da sua madre all'età di 18 anni. Affermò che il re ebbe intenzione di divorziare dalla regina per sposare Sybille, quando si trasferirono in Inghilterra. Sua madre fu contraria a causa dell'impatto negativo che ciò avrebbe avuto sulla monarchia.
Nel giugno 2013 Delfina avviò una causa giudiziaria per dimostrare di essere la figlia biologica del re con un test del DNA. Tuttavia, poiché suo padre godeva dell'immunità giuridica essendo il sovrano, Delfina citò in giudizio due fratellastri, Filippo e Astrid. A settembre ritirò la causa contro i due principi, poiché il padre non era più re avendo abdicato a luglio, ma le sue richieste furono respinte nel 2017. A ottobre del 2018 la Corte d'Appello prese ad occuparsi del caso, dimostrando attraverso un test genetico che Delfina non era la figlia di Jacques Boël. A quel punto la Corte chiese all'ex monarca di fornire un campione del proprio DNA.
Alberto II, tuttavia, presentò un ricorso e nel 2019 la Corte d'Appello gli impose una multa di 5.000 euro al giorno fin quando non avesse collaborato. Poche settimane dopo fornì il campione richiesto e ammise di essere il padre biologico di Delfina nel gennaio del 2020. A ottobre dello stesso anno acquisì con i due figli il titolo principesco del Belgio e il trattamento di Altezza reale, oltre al diritto di ereditare un quarto del patrimonio di suo padre e di utilizzare il cognome di famiglia. Poiché nacque come figlia naturale, lei e i suoi discendenti non sono in linea di successione e non ricevono appannaggi.

### Attività
Nel dicembre del 2020 lanciò il Princess Delphine of Saxe-Coburg Fund all'Ospedale universitario di Gand, con lo scopo di promuovere le potenzialità curative dell'arte e la ricerca scientifica sull'impatto che ha nell'assistenza sanitaria. È la presidentessa onoraria del fondo.
Il 21 luglio del 2021 prese parte per la prima volta alla parata della festa nazionale belga. Nello stesso anno partecipò alla terza stagione di Danse avec les stars, versione belga di Strictly Come Dancing, a beneficio della fondazione Make-A-Wish che sostiene i bambini malati. Il 12 gennaio 2022 la RTL-TVI trasmise un documentario sulla sua storia.

## Opere
- (FR) Couper le cordon, Wever & Bergh, 2008, ISBN 9782507000684.
- (FR) Never Give Up, Lormont, Bord de l'eau, 2017, ISBN 9782390150121.

## Discendenza

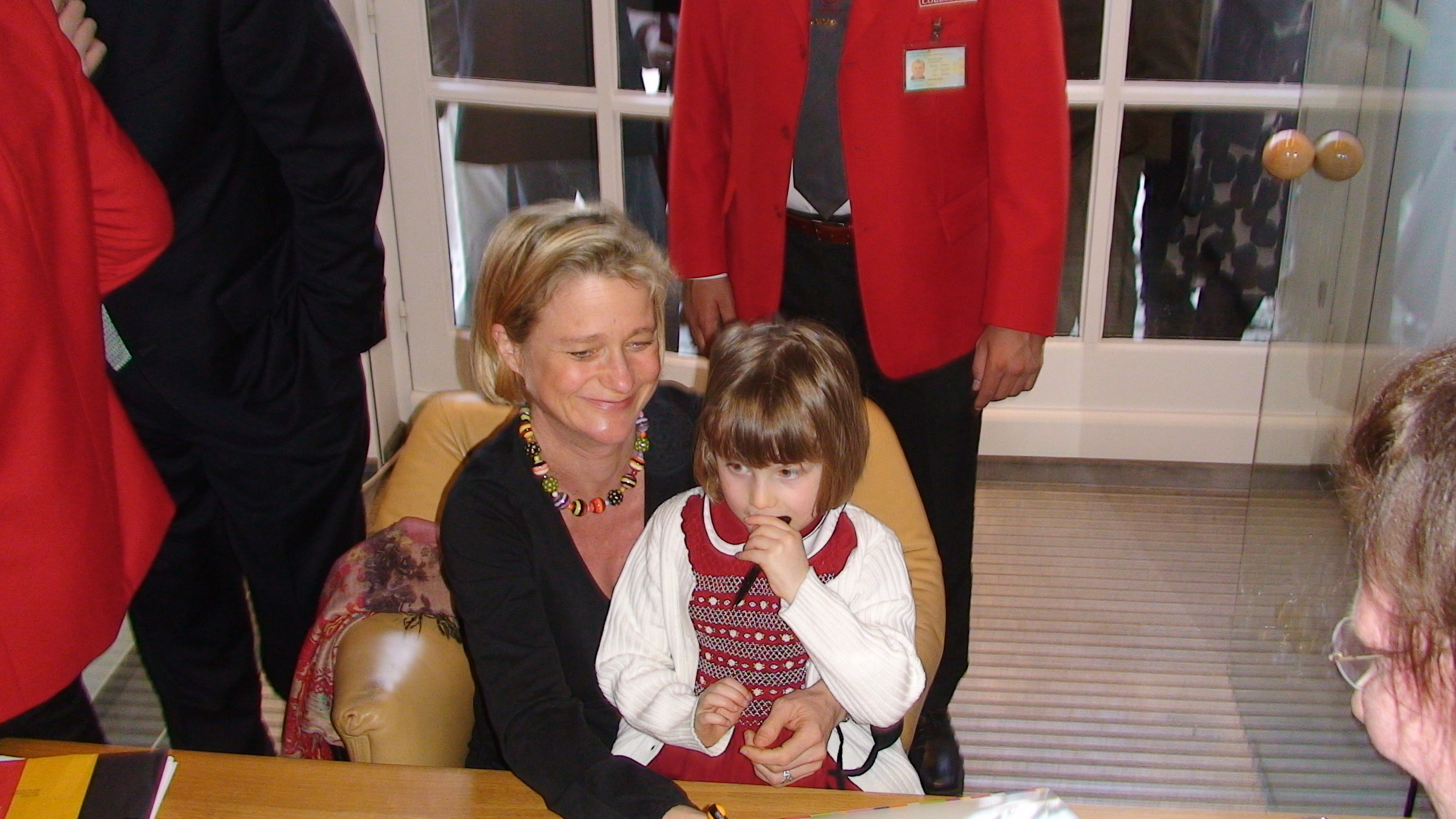
Delfina con la figlia alla firma del suo primo libro, Couper le cordon, nel 2008

Delfina del Belgio e James O'Hare hanno un figlio e una figlia:
- S.A.R. la principessa Joséphine O'Hare del Belgio (Uccle, 17 ottobre 2003), ha frequentato la scuola francese Notre-Dame des Champs di Uccle e si è iscritta agli studi di Liberal Arts and Sciences nei Paesi Bassi;[17]
- S.A.R. il principe Oscar O'Hare del Belgio (Uccle, 28 aprile 2008), studia alla scuola francese Notre-Dame des Champs di Uccle.[17]

## Titoli e trattamento
- 22 febbraio 1968 - 1⁰ ottobre 2020: Jonkvrouw Delphine Boël
- 1⁰ ottobre 2020 - attuale: Sua Altezza Reale, la principessa Delfina del Belgio

## Ascendenza
|                              |                             |                                          | Genitori                                         |  |  | Nonni |  |  | Bisnonni             |  |  | Trisnonni          |  |
|                              |                             |                                          |                                                  |  |  |       |  |  | Alberto I del Belgio |  |  | Filippo del Belgio |  |
|                              |                             |                                          |                                                  |  |  |       |  |  | Alberto I del Belgio |  |  | Filippo del Belgio |  |
|                              |                             | Maria di Hohenzollern-Sigmaringen        |                                                  |  |  |       |  |  | Alberto I del Belgio |  |  |                    |  |
| Leopoldo III del Belgio      |                             |                                          |                                                  |  |  |       |  |  | Alberto I del Belgio |  |  |                    |  |
|                              |                             | Elisabetta di Baviera                    | Carlo Teodoro in Baviera                         |  |  |       |  |  |                      |  |  |                    |  |
|                              |                             | Elisabetta di Baviera                    | Carlo Teodoro in Baviera                         |  |  |       |  |  |                      |  |  |                    |  |
|                              |                             | Elisabetta di Baviera                    | Maria José di Braganza                           |  |  |       |  |  |                      |  |  |                    |  |
| Alberto II del Belgio        |                             | Elisabetta di Baviera                    |                                                  |  |  |       |  |  |                      |  |  |                    |  |
|                              |                             | Carlo di Svezia                          | Oscar II di Svezia                               |  |  |       |  |  |                      |  |  |                    |  |
|                              |                             | Carlo di Svezia                          | Oscar II di Svezia                               |  |  |       |  |  |                      |  |  |                    |  |
|                              |                             | Carlo di Svezia                          | Sofia di Nassau                                  |  |  |       |  |  |                      |  |  |                    |  |
| Astrid di Svezia             |                             | Carlo di Svezia                          |                                                  |  |  |       |  |  |                      |  |  |                    |  |
|                              |                             | Ingeborg di Danimarca                    | Federico VIII di Danimarca                       |  |  |       |  |  |                      |  |  |                    |  |
|                              |                             | Ingeborg di Danimarca                    | Federico VIII di Danimarca                       |  |  |       |  |  |                      |  |  |                    |  |
|                              |                             | Ingeborg di Danimarca                    | Luisa di Svezia                                  |  |  |       |  |  |                      |  |  |                    |  |
| Delfina del Belgio           |                             | Ingeborg di Danimarca                    |                                                  |  |  |       |  |  |                      |  |  |                    |  |
|                              | Raymond de Selys Longchamps | Michel de Selys Longchamps               |                                                  |  |  |       |  |  |                      |  |  |                    |  |
|                              | Raymond de Selys Longchamps | Michel de Selys Longchamps               |                                                  |  |  |       |  |  |                      |  |  |                    |  |
|                              | Raymond de Selys Longchamps | Eusébie de Brigode de Kemlandt           |                                                  |  |  |       |  |  |                      |  |  |                    |  |
| François de Selys Longchamps | Raymond de Selys Longchamps |                                          |                                                  |  |  |       |  |  |                      |  |  |                    |  |
|                              |                             | Emilie de Theux de Meylandt et Monjardin | Marie Georges de Theux de Meylandt et Montjardin |  |  |       |  |  |                      |  |  |                    |  |
|                              |                             | Emilie de Theux de Meylandt et Monjardin | Marie Georges de Theux de Meylandt et Montjardin |  |  |       |  |  |                      |  |  |                    |  |
|                              |                             | Emilie de Theux de Meylandt et Monjardin | Eugenie Louise de Thysebaert                     |  |  |       |  |  |                      |  |  |                    |  |
| Sybille de Selys Longchamps  |                             | Emilie de Theux de Meylandt et Monjardin |                                                  |  |  |       |  |  |                      |  |  |                    |  |
|                              |                             | Paul Cornet de Ways-Ruart                | Arthur Marie Cornet de Ways-Ruart                |  |  |       |  |  |                      |  |  |                    |  |
|                              |                             | Paul Cornet de Ways-Ruart                | Arthur Marie Cornet de Ways-Ruart                |  |  |       |  |  |                      |  |  |                    |  |
|                              |                             | Paul Cornet de Ways-Ruart                | Marie Josephe de Jacquier de Rosée               |  |  |       |  |  |                      |  |  |                    |  |
| Pauline Cornet de Ways-Ruart |                             | Paul Cornet de Ways-Ruart                |                                                  |  |  |       |  |  |                      |  |  |                    |  |
|                              |                             | Gladys McMillan                          | James Howard McMillan                            |  |  |       |  |  |                      |  |  |                    |  |
|                              |                             | Gladys McMillan                          | James Howard McMillan                            |  |  |       |  |  |                      |  |  |                    |  |
|                              |                             | Gladys McMillan                          | Julie Villiers Lewis                             |  |  |       |  |  |                      |  |  |                    |  |
|                              |                             | Gladys McMillan                          |                                                  |  |  |       |  |  |                      |  |  |                    |  |